# Rue Lafayette (Toulouse)
Pour les articles homonymes, voir Rue La Fayette.
La rue Lafayette (en occitan : carrièra Lafaieta) est une voie de Toulouse, chef-lieu de la région Occitanie, dans le Midi de la France.
Simple chemin au pied du rempart durant l'Antiquité et le haut Moyen Âge, la rue se forme à partir du développement du bourg Saint-Sernin au XIIe siècle. La porte Villeneuve, qui s'élève à l'est de la rue, est un des principaux points d'entrée dans la ville, et mène au quartier de la Porterie et à l'enclos de la Maison commune des capitouls – le Capitole. La rue est alors bordée de boutiques et d'échoppes, mais la fermeture de la porte, après 1562, affaiblit leur activité. Au XIXe siècle, la multiplication des travaux d'urbanisme – aménagement de la place du Président-Thomas-Woodrow-Wilson, percement de la rue d'Alsace-Lorraine, reconfiguration du Capitole et création du square du Capitole – lui rendent son attractivité, et la rue se borde de grands magasins. Rendue piétonne en 2013, elle reste l'une des rues commerçantes les plus fréquentées de la ville.

## Situation et accès

### Description
La rue Lafayette est une voie publique. À l'est de la rue d'Alsace-Lorraine, elle appartient au quartier Saint-Georges, tandis qu'à l'ouest, elle marque la limite entre les quartiers Capitole, au sud, et Arnaud-Bernard, au nord).
Elle naît à l'angle nord-est de la place du Capitole, au carrefour de la rue Charles-de-Rémusat, qui relie la place à la place Jeanne-d'Arc. Depuis les travaux de réalignement des façades, au XIXe siècle, la rue est parfaitement rectiligne, longue de 252 mètres, large d'environ 9 mètres et orientée est-ouest. Elle reçoit à droite la rue Ernest-Roschach, puis elle est bordée, sur le même côté, par le square Charles-de-Gaulle. Elle est coupée en deux par la rue d'Alsace-Lorraine, puis se prolonge, après avoir donné naissance à la rue du Rempart-Villeneuve, jusqu'à la place du Président-Thomas-Woodrow-Wilson. Elle est prolongée, au-delà de cette place, par la rue des Trois-Journées, qui rejoint le boulevard Lazare-Carnot.
La chaussée compte une seule voie de circulation automobile en sens unique, de la rue du Rempart-Villeneuve vers la place du Président-Thomas-Woodrow-Wilson dans sa première partie, et de la rue du Rempart-Villeneuve vers la place du Capitole dans sa deuxième partie. Elle appartient, dans sa première partie, à une zone de rencontre, où la vitesse est limitée à 20 km/h, et, dans sa deuxième partie, à une aire piétonne, où la circulation est réglementée et la vitesse limitée à 6 km/h. Il n'existe pas de bande, ni de piste cyclable, quoiqu'elle soit à double-sens cyclable.

### Voies rencontrées
La rue Lafayette rencontre les voies suivantes, dans l'ordre des numéros croissants (« g » indique que la rue se situe à gauche, « d » à droite) :
1. Rue Charles-de-Rémusat (g)
2. Place du Capitole (d)
3. Rue Ernest-Roschach (d)
4. Square Charles-de-Gaulle (d)
5. Espace de la Laïcité (d)
6. Rue d'Alsace-Lorraine
7. Rue du Rempart-Villeneuve (g)
8. Place du Président-Thomas-Woodrow-Wilson

## Odonymie

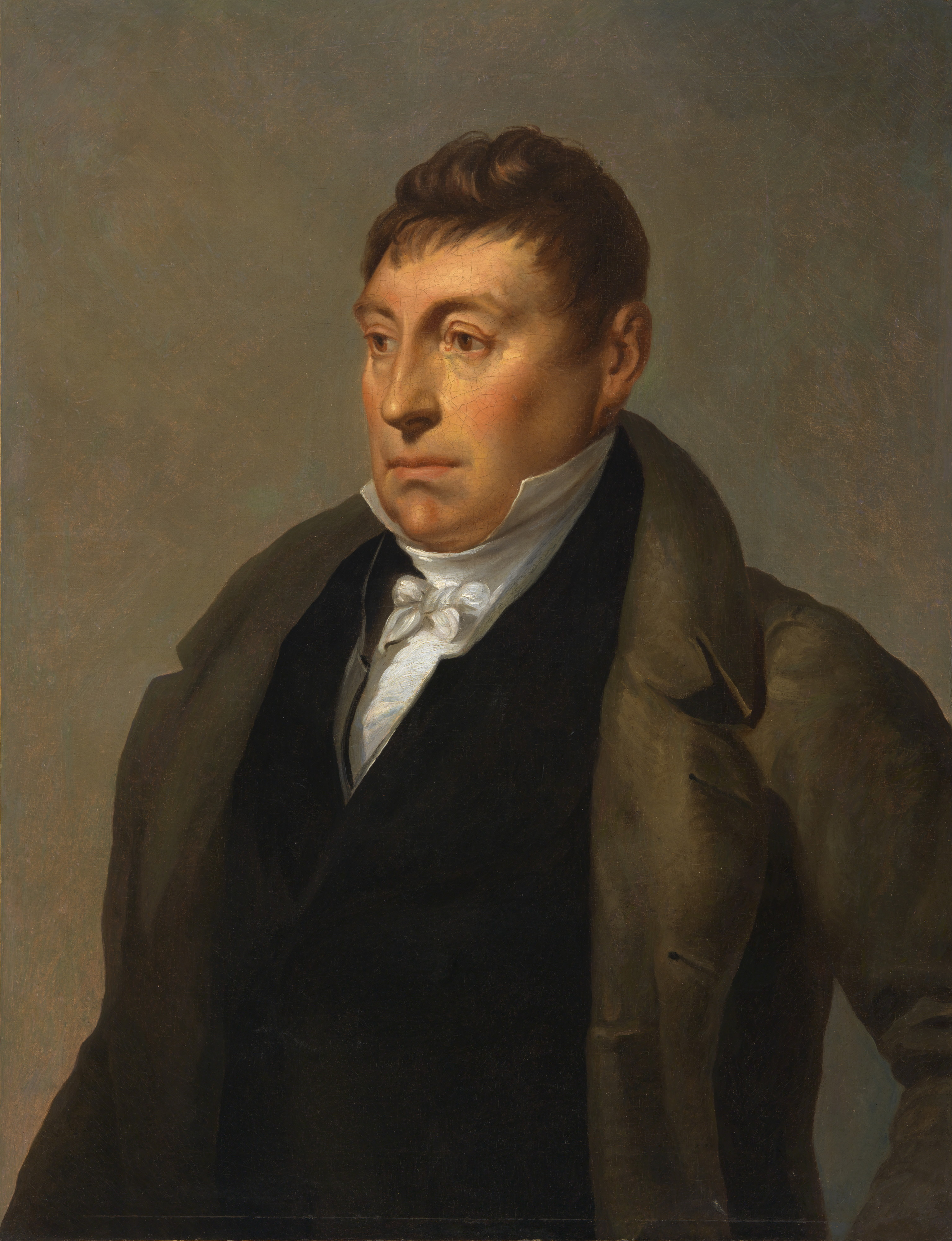
Le Marquis De Lafayette, par Ary Scheffer (1822, National Portrait Gallery).

La rue porte le nom du marquis de La Fayette, Gilbert du Motier (1757-1834). Le jeune noble, né au château de Chavaniac, portait le nom de la seigneurie de La Fayette (La Faieta en occitan), en Auvergne. Héros de la guerre d'indépendance des États-Unis, il devint une des personnalités de premier plan de la Révolution française. C'est à cette époque qu'il choisit de signer « Lafayette » en un seul mot, en réaction contre le système nobiliaire. En 1793, il est capturé par les Autrichiens alors qu'il fuit la Terreur et il doit rester en exil jusqu'en 1800. Il se retire alors de la vie politique, quoiqu'il se montre hostile au régime napoléonien. Revenu au premier plan en 1814, pendant la première Restauration, il est député, mais il s'oppose au régime de Louis XVIII, soutient des conspirations et des tentatives de coup d'État, et adhère en 1821 à la charbonnerie. Battu aux élections de 1824, il est réélu en 1827 et reprend son rôle d'opposant, cette fois à Charles X. Il soutient l'agitation qui débouche, en 1830, aux Trois journées qui renversent le roi, puis la proclamation de Louis-Philippe. Il retourne pourtant, à partir de 1832, dans l'opposition, avant de mourir deux ans plus tard.
Les premières mentions de la rue, au début du XIVe siècle, la désignaient comme la rue Villeneuve, parce qu'elle se trouvait à la limite de la cité romaine et du nouveau bourg Saint-Sernin. Au milieu du XIVe siècle, elle était aussi la rue de la Porte-Villeneuve car elle aboutissait à cette porte. Au XVIIe siècle, on trouve aussi le nom de rue Sainte-Catherine, car on y trouvait un important couvent des religieuses de Sainte-Catherine de Sienne. La création au début du XVIIIe siècle de la Maison du Petit-Versailles, qui accueillit des spectacles, puis l'Académie des Arts, explique qu'on la connaisse également sous ce nom. En 1794, pendant la Révolution française, elle devint la rue de la Révolution. Cette dénomination prestigieuse est à l'origine des nombreux changements de nom que la rue connut au XIXe siècle : en 1806, elle devint rue Bonaparte, en l'honneur de l'empereur des Français, puis rue d'Angoulême, le 29 juillet 1815, en l'honneur de la venue du duc d'Angoulême à Toulouse. Le changement de régime et de dynastie, après la Révolution de 1830, provoqua un nouveau changement de nom, et elle devint rue Lafayette. Mais lors du passage du président de la République, Louis-Napoléon Bonaparte, du 4 au 6 octobre 1852, elle devint la rue Louis-Napoléon Bonaparte, nom qu'elle garda jusqu'à la chute du Second Empire en 1870.

## Histoire

### Moyen Âge et période moderne
Au début du Moyen Âge, l'actuelle rue Lafayette n'est qu'un chemin qui longe au nord le vieux rempart gallo-romain. Le développement du bourg Saint-Sernin, à partir du XIIe siècle, transforme profondément le visage du quartier. En 1150, un système de défense – fossé et palissade en bois – est élevé pour protéger le bourg, incluant l'actuelle rue Lafayette. Celle-ci permet de relier le quartier de la Porterie, porte nord de la cité romaine, à l'ouest, et la nouvelle porte Villeneuve, à l'est (emplacement des actuels no 35 et 22) : elle prend d'ailleurs le nom de cette porte, puisqu'elle est connue au XIIe siècle comme la rue Villeneuve ou rue de la Porte-Villeneuve.
Le quartier est encore peu densément peuplé et bâti, ce qui permet aux consuls de la ville, les capitouls, d'établir leur Maison commune sur des terrains à l'ouest de la rue Villeneuve, à la limite entre la cité et le bourg. Progressivement, l'enclos de la Maison commune s'agrandit, au gré des nouvelles constructions.
En 1562, la ville est profondément agitée par les troubles religieux, qui opposent catholiques et protestants. Après cinq jours de combat, les protestants toulousains, concentrés dans la Maison commune, sont obligés de fuir la ville en sortant par la porte Villeneuve. En commémoration de cette victoire, les catholiques font murer la porte, fermant de la même manière le débouché de la rue Villeneuve.
En 1603, le couvent des religieuses de Sainte-Catherine de Sienne, ou Catherinettes, est installé dans la rue Villeneuve. L'ordre de Sainte-Catherine de Sienne avait été fondé la même année par le conseiller au parlement Arnaud de Bourret et sa deuxième épouse, Marie de Costa, et acheté une maison et un jardin, rue Villeneuve (ancien no 23). Ils y font construire une chapelle et un dortoir. En 1605, Marie de Costa prend le voile et entre au couvent – son mari entrera en 1614 au noviciat des Jésuites – où elle meurt en 1616. Progressivement, le couvent s'étend, par l'achat de plusieurs maisons voisines, s'étendant sur presque la totalité du côté nord de la rue Villeneuve (emplacement des actuels no 15 à 29). À partir de 1622, il accueille également l'hôpital des Orphelines, fondé par Gabrielle de Vézian, supérieure des religieuses de Sainte-Catherine, et destiné à des orphelines pauvres
En 1739, la Maison du Petit-Versailles s'installe à l'angle de la rue Villeneuve et de la rue de la Porte-Nove (emplacement de l'actuel no 30 rue d'Alsace-Lorraine). En 1769, cette Maison du Petit-Versailles est aménagée pour accueillir l'Académie des Arts, installée auparavant au Logis de l’Écu.

### Époque contemporaine
La Révolution française bouleverse la vie de la rue Villeneuve. En 1790, le couvent des religieuses de Sainte-Catherine de Sienne est fermé, les religieuses dispersées et les immeubles deviennent biens nationaux. Les bâtiments servent même de prison pour les prêtres réfractaires. En 1797, les orphelines sont transférées à l'hôpital de la Grave, pour ne revenir qu'en 1811,.
Ce sont les travaux d'urbanisme successifs qui ont donné à la rue sa configuration moderne. En 1825, le rempart médiéval et la porte Villeneuve sont démolis, afin de favoriser l'aménagement et le développement de la place d'Angoulême (actuelle place du Président-Thomas-Wilson). La rue, qui est devenue rue d'Angoulême, est ainsi prolongée depuis la rue du Rempart-Villeneuve jusqu'à la nouvelle place, tandis que de nouveaux immeubles, à l'angle de la place, sont élevés (actuels no 10 et 39).
Sous le Second Empire, on installe le Conservatoire de musique dans la Maison du Petit-Versailles.
La rue Lafayette est profondément bouleversée, dans la deuxième moitié du XIXe siècle, par le percement de la rue d'Alsace-Lorraine. Une partie des bâtiments de l'orphelinat devant être démolie, il est déplacé en 1880 dans un nouvel établissement, construit par l'architecte Delor, rue des Récollets (emplacement de l'actuel no 42 rue Achille-Viadieu). En 1860, ces travaux s'accompagnent de la démolition des vastes dépendances de l'enclos de la Maison commune, à l'emplacement desquels est aménagé un square. Seul le portail de l'Arsenal (ou de la Commutation) est épargné, mais il est démonté en 1886 dans le Jardin des Plantes.

## Patrimoine et lieux d'intérêt

### Hôtel central des Postes
Patrimoine XXe siècle (2017).
Le premier hôtel des Postes est construit entre 1886 et 1890 par Joseph Thillet sur la rue John-Fitzgerald-Kennedy (actuels no 6-6 ter), mais après l'acquisition de quatre immeubles de la rue Lafayette (anciens no 9 à 15), un nouveau bâtiment Art déco de style « paquebot » est élevé entre 1939 et 1946 par Pierre Thuriès, architecte régional des PTT. Le chantier, retardé par la Seconde Guerre mondiale, connaît un drame en 1946, lorsque Pierre Thuriès meurt en chutant accidentellement d'une trémie.
La façade est en béton couvert d'un plaquage de brique. L'architecte joue sur des rythmes de symétrie/asymétrie. Au rez-de-chaussée, resté en béton, la grande porte centrale est en ferronnerie, avec les initiales PTT. Aux étages, l'élévation, prise dans un grand cadre en brique, se compose de trois larges travées, séparées par des bandeaux verticaux en pavés de verre. Les étages sont séparés par des bandeaux horizontaux animés par un calepinage de brique en losange. Sur le côté gauche une avancée en pavés de verre est surmontée du blason de Toulouse et d'un hublot. Le dernier étage est en léger recul par rapport à la façade.
L'intérieur est traité avec soin. Au rez-de-chaussée, la grande salle de réception du public, qui est alors la plus grande et la plus moderne de France, est aménagée sur 650 m2. Elle est couverte de pavés de verre, qui permettent un éclairage zénithal. La salle était équipée de tout le confort moderne. Les usagers étaient dirigés vers 37 guichets en fer à cheval, disposés au centre. On trouvait sur les côtés dix cabines téléphoniques et les boîtes des commerces et des abonnés, tandis que de grandes tables de marbre des Pyrénées permettaient de travailler,.

### Immeubles
- no  3 : immeuble.
L'immeuble, de la deuxième moitié du XVIIIe siècle, présente une façade néo-classique. Le rez-de-chaussée est ouvert de deux grandes arcades de boutique en anse de panier, encadrant une porte en plein cintre. Au 1er étage, les fenêtres possèdent des garde-corps en fer forgé et sont surmontées de corniches, pour les travées latérales, et d'un fronton triangulaire, pour la travée centrale[12].
- no  5 : immeuble.
L'immeuble, élevé dans la deuxième moitié du XVIIIe siècle, a reçu un décor néo-classique dans la première moitié du XIXe siècle. Un balcon filant, orné d'un garde-corps en fer forgé, court le long du 1er étage. Aux étages, les fenêtres possèdent de petits garde-corps et des lambrequins en fonte. Elles sont encadrées par un décor de terre cuite : des pilastres à chapiteaux ioniques au 1er étage, corinthiens au 2e étage, et par des rinceaux de grappes de raisin au 3e étage[13].
- no  18 : grand magasin la Maison Universelle (oc). 
L'immeuble est construit en 1874 par l'architecte Achille Ambialet. Face au square Charles-de-Gaulle, entre les rues d'Alsace-Lorraine, du Poids-de-l'Huile et Lafayette, il est l'un des plus emblématiques du style haussmannien à Toulouse. Il accueille alors un grand magasin, la Maison universelle, ainsi que le service du télégraphe. 
La façade sur la rue Lafayette compte cinq travées. Le rez-de-chaussée et l'entresol sont réunis par des pilastres colossaux à bossages, surmontés de chapiteaux corinthiens. Aux étages, les travées sont séparées par des pilastres cannelés et les fenêtres possèdent des balcons en pierre, soutenus par des consoles et ornés de garde-corps en fonte. Une rotonde, couronnée d'un dôme couvert d'ardoise, met en valeur l'angle de la rue d'Alsace-Lorraine. Au 1er étage, les fenêtres sont encadrées de termes, qui supportent les balcons du 2e étage[14].
- no  20 : immeuble ; consulat de Moldavie. 
L'immeuble, de style éclectique et d'inspiration néo-Renaissance, est construit entre 1847 par l'architecte Auguste Virebent – c'est d'ailleurs le seul immeuble signé et daté qu'on lui connaisse. Le décor en terre cuite de la fabrique Virebent, l'enduit de la façade, les garde-corps en ferronnerie des fenêtres aux étages donnent à l'ensemble un caractère monumental. Au rez-de-chaussée, la porte est surmontée d'un fronton curviligne supporté par des consoles ornées de dragons. Au 1er étage, trois grandes arcades en anse de panier sont séparées par des pilastres ornés de rinceaux et surmontés de chapiteaux composés de figures humaines et de feuillages. Les bases des pilastres portent les initiales d'Auguste Virebent et la date de construction. Les travées latérales sont groupées par deux, séparées par des culots surmontés du médaillon d'une femme à droite et d'un homme à gauche. Dans la travée centrale, la fenêtre est encadrée par deux statues du sculpteur Antoine-Joseph Salamon, le Printemps et l'Été, disposées dans des niches. La clef de l'arcade est ornée d'un cartouche représentant Vénus. Le 2e étage est d'une structure proche, quoique la fenêtre centrale, rectangulaire, est surmontée d'un fronton triangulaire. Le 3e étage est séparé par une balustrade en terre cuite. D'un décor plus simple, il est percé de fenêtres à meneaux. Une corniche décorée d'une frise d'oves et de modillons ornés de têtes d'animaux fabuleux couronne l'élévation[15].
- no  23 : immeuble. 
L'immeuble est construit à l'emplacement d'un grand magasin, Au Gaspillage, puis Au Printemps, construit par Jacques-Jean Esquié en 1879. Après la destruction du bâtiment, à la suite d'un incendie le 11 mars 1964, l'architecte Pierre Génard dessine les plans de l'immeuble actuel, de style moderne, achevé en 1965. En béton, il est couvert d'un plaquis de brique claire. La façade, d'une très grande simplicité, est rythmée par les fenêtres rectangulaires. Le dernier étage, en retrait, possède une terrasse, couverte par un auvent[16].
- no  39 : immeuble.  Inscrit MH (1974, façades et toitures de l'immeuble avec son retour rue Lafayette)[17]. 
L'immeuble, style néoclassique, est construit entre 1824 et 1834 sur les plans de Jacques-Pascal Virebent dans le cadre du programme d'aménagement des actuelles place Wilson et allées du Président-Franklin-Roosevelt. 
L'immeuble se situe à l'angle de la rue Lafayette et de la place Wilson (actuel no 11). La façade sur la rue Lafayette s'élève sur quatre niveaux et se développe sur trois travées. Le rez-de-chaussée et l'entresol sont réunis par de grandes arcades de boutique, qui alternent avec des ouvertures rectangulaires superposées. Les fenêtres des étages sont rectangulaires et mises en valeur par un ressaut. Celles du 1er étage sont de plus surmontées d'une corniche et pourvues d'un faux garde-corps à balustres. Un bandeau d'attique surmonte l'élévation[18].

## Personnalité
- Renée Aspe (1922-1969) : l'artiste a vécu dans un appartement de la rue Lafayette (actuel no 25)[19].